# Deutsche Gesellschaft für Personalführung
Die Deutsche Gesellschaft für Personalführung e. V.  (DGFP) ist eine deutsche Fachorganisation für das Personalmanagement. Sie besteht seit 1952, hat ihren Sitz in Berlin und vertritt nach eigenen Angaben 2.300 Mitglieder. Ordentliche Mitgliedschaften werden an Unternehmen vergeben, in außerordentlichen Mitgliedschaften können auch Einzelpersonen aufgenommen werden.

## Zielsetzung und Aufgabengebiete
Das Ziel des nach Eigenangaben gemeinnützigen Vereins ist die Unterstützung des Personalwesens, also des Umgangs mit Mitarbeitern vor allem in größeren Unternehmen und Konzernen. In Praxis, Forschung und Lehre will die DGFP diese „Professionalisierung des Personalmanagements“ fördern. Zudem ist die Fachvereinigung Gründungsmitglied der EAPM (European Association for People Management).
Zu den Dienstleistungen gehört ein Netzwerk von bis zu 125 Erfahrungsaustauschgruppen. Seminare, Konferenzen und Ausbildungsprogramme für Personalsachbearbeiter und Personalmanager veranstaltet die Gesellschaft deutschlandweit. 2016 reduzierte die DGFP ihre Standorte nach eigener Pressemitteilung vom 5. Mai 2015 auf Frankfurt am Main und ein Hauptstadtbüro in Berlin.
Auf der Basis von Studien und praktischer Erfahrungen ihrer Mitglieder erstellt die DGFP Informationen für die Personalarbeit. Die DGFP veröffentlicht monatlich das Fachmagazin Personalführung, darüber hinaus erscheinen gelegentlich in unregelmäßigen Abständen Fachbeiträge in Form von Praxispapieren und in der Bücherreihe PraxisEdition.
Zudem unterhielt die DGFP das Dokumentationszentrum Personalwissen direkt, einen Informations- und Wissenspool für das Personalmanagement mit über 10.000 Dokumenten. Der Dokumentenbestand war für ordentliche Mitgliedsunternehmen online recherchier- und abrufbar, eine Bestandsbibliothek mit rund 4.200 Titeln stand allen Interessierten am Standort Düsseldorf offen. Jährlich wird der DGFP-Kongress in verschiedenen Deutschen Größstädten abgehalten. Die bis zu 1.000 Teilnehmer in den besten Zeiten des DGFP-Kongresses einschließlich DGFP-Fachmesse werden von Nachfolgeformaten wie dem „DGFP // Congress“ und dem „DGFP // Lab“ nicht mehr erreicht.

## Geschichte
Der Verein wurde 1952 u. a. von Walter Scheel und Alfred Müller-Armack gegründet. Unter dem Namen „Der Neue Betrieb“ (DNB) verfolgte der Verein zunächst das Ziel, Bemühungen und Erfahrungen zur Verbesserung der menschlichen Beziehungen in den Betrieben zusammenzufassen und durch fortschrittliche Betriebsformen, insbesondere durch Ergebnisbeteiligung, zu fördern. Zur Gründungszeit wurden die betrieblichen Personalangelegenheiten vorrangig administrativ wahrgenommen.
1967 erfolgte die Umbenennung in „Deutsche Gesellschaft für Personalführung“. Seitdem hat die DGFP an der Unterstützung des betrieblichen Personalwesens weitergearbeitet. Zur DGFP gehören neben dem eingetragenen Verein seit 1989 die DGFP – Deutsche Gesellschaft für Personalführung mbH. Von 1998 bis 2009 gehörte auch die C.R. Poensgen-Stiftung dazu.
Nachdem Gerold Frick die DGFP verlassen hatte, wurde sie bis 2013 von seinem Stellvertreter Hendrik Leuschke kommissarisch geleitet. 2013 wurde Katharina Heuer Vorsitzende der Geschäftsführung und leitete einen radikalen Wandel des Vereins hin zu „einer offeneren, attraktiveren und insbesondere mitgliederorientierteren DGFP“ ein. In diesem Zusammenhang fand bei der DGFP, begleitet von einem Beratungsunternehmen, intern ein umfangreicher Personalwechsel statt.

## DGFP-Deutsche Gesellschaft für Personalführung mbH
Die DGFP-Deutsche Gesellschaft für Personalführung mbH ist ein hundertprozentiges Tochterunternehmen der DGFP e. V. und besteht seit 1989. Sie konzentriert sich auf Leistungen zu Themen der Mitarbeiterführung sowie des Personal- und Bildungsmanagements. Firmenindividuelle Beratung und Cross Media Services zum Personalmanagement runden das Portfolio ab. Zielgruppe sind primär Geschäftsführer, Führungskräfte, Personalmanager und HR-Spezialisten sowie Personaldienstleister. Darüber hinaus betreut die DGFP mbH das Anzeigengeschäft für das hauseigene Fachmagazin Personalführung. Zudem organisiert sie das Sponsoring für den DGFP-Kongress.

## DGFP-Young Professional Network
Das DGFP-Young Professional Network (YPN) der DGFP e. V. wurde am 1. September 2009 eröffnet. Dabei handelt es sich um einen Service für Studierende und Berufstätige unter 33 Jahren zum Thema Personalmanagement.

## Bekannte Mitglieder des Vorstandes
- Walter Scheel, geschäftsführendes Vorstandsmitglied (1952–1955)
- Hans Böhm, Geschäftsführer (1993–2007)
- Günther Fleig, Vorstandsvorsitz (2003–2009)